# MotorStorm: Apocalypse
MotorStorm: Apocalypse (в країнах СНД видається під назвою MotorStorm: Апокаліпсис) — відеогра у жанрі перегони, що вийшла у березні 2011 року. Гру розробила студія Evolution Studios, видавець — Sony Computer Entertainment, розповсюджувач в Україні — GameStop. MotorStorm: Apocalypse є ексклюзивом ігрової приставки Playstation 3.
MotorStorm: Apocalypse є третьою грою в серії Motorstorm. Вона була анонсована незадовго до Electronic Entertainment Expo 2010, у офіційному блозі Playstation. Гра підтримує стереоскопічне 3D.

## Ігровий процес
Місце дії Motorstorm: Apocalypse — апокаліптичне місто (яке в грі так і називається — Місто) що знаходиться у епіцентрі землетрусу. Перегони проходять на 40 треках що пролягають по вулицях зруйнованного міста.